# Lancer du disque féminin aux championnats du monde d'athlétisme 1997
Navigation
Göteborg 1995 Séville 1999
L'épreuve du lancer du disque féminin des championnats du monde d'athlétisme 1997 s'est déroulée les 5 et 7 août 1997 au Stade olympique d'Athènes, en Grèce. Elle est remportée par la Néo-zélandaise Beatrice Faumuina.

## Résultats

### Finale
| Rang               | Athlète              | Pays             | Essais | Essais | Essais | Essais | Essais | Essais | Marque  | Notes |
| Rang               | Athlète              | Pays             | 1      | 2      | 3      | 4      | 5      | 6      | Marque  | Notes |
| ------------------ | -------------------- | ---------------- | ------ | ------ | ------ | ------ | ------ | ------ | ------- | ----- |
| Médaille d'or      | Beatrice Faumuina    | Nouvelle-Zélande | X      | X      | 66.82  | 62.60  | X      | X      | 66,82 m |       |
| Médaille d'argent  | Ellina Zvereva       | Biélorussie      | 63.40  | 65.90  | 61.86  | 64.98  | 64.64  | 65.72  | 65,90 m |       |
| Médaille de bronze | Natalya Sadova       | Russie           | 63.70  | 65.14  | X      | 63.08  | X      | X      | 65,14 m |       |
| 4                  | Larisa Korotkevich   | Russie           | 62.76  | 62.44  | 60.96  | X      | 63.02  | 62.04  | 63,02 m |       |
| 5                  | Irina Yatchenko      | Biélorussie      | X      | 62.02  | 61.40  | 62.58  | 60.70  | 57.94  | 62.58 m |       |
| 6                  | Teresa Machado       | Portugal         | 62.00  | 60.78  | X      | X      | 59.92  | X      | 62,00 m |       |
| 7                  | Stiliani Tsikouna    | Grèce            | 61.92  | 57.70  | X      | 58.00  | 59.66  | 58.12  | 61,92 m |       |
| 8                  | Agnese Maffeis       | Italie           | 61.40  | 54.98  | 57.48  | 54.36  | 54.28  | X      | 61,40 m | SB    |
| 9                  | Luan Zhili           | Chine            | 60.62  | 57.42  | 57.76  |        |        |        | 60.62 m |       |
| 10                 | Nicoleta Grasu       | Roumanie         | 58.06  | 58.88  | 60.14  |        |        |        | 60,14 m |       |
| 11                 | Anna Söderberg       | Suède            | 58.22  | X      | X      |        |        |        | 58,22 m |       |
| 12                 | Lisa-Marie Vizaniari | Australie        | 55.20  | 57.56  | X      |        |        |        | 57,56 m |       |

## Légende
Records et Performances
- AR : Record continental (area record)
- CR : Record des championnats (championship record)
- MR : Record du meeting (meet record)
- NR : Record national (national record)
- OR : Record olympique (olympic record)
- PR : Record paralympique (paralympic record)
- PB : Record personnel (personal best)
- SB : Meilleure performance personnelle de la saison (season's best)
- WL : Meilleure performance mondiale de l'année (world leader)
- WJR : Record du monde junior (world junior record)
- WR : Record du monde (world record)

Circonstances et Conditions
- DNF : N'a pas terminé (did not finish)
- DNS : N'a pas pris le départ (did not start)
- DQ : Disqualification (disqualification)
- NM : Aucun essai valable enregistré (No Mark)
- Q : Qualifié « directement » au prochain tour (ou à la prochaine compétition), lors d'une compétition majeure, grâce au classement ou à la réalisation des minima (automatic qualifier)
- q : Qualifié au prochain tour (ou à la prochaine compétition), lors d'une compétition majeure, grâce au repêchage ou à la réalisation de l'une des meilleures performances parmi celles des « non qualifiés directement » (grâce au meilleur temps ou à la meilleure distance par exemple) (secondary qualifier)